# Bataille de la route de Menin
Première Guerre mondiale
La bataille de la route de Menin est la troisième offensive britannique dans le cadre de la bataille de Passchendaele durant la Première Guerre mondiale. La bataille eut lieu du 20 au 25 septembre 1917 en Belgique, sur le front de l'ouest.

## Contexte
L'armée russe étant affaiblie par l'offensive Kerensky engagée en juillet, les renforts allemands accélèrent leur progression sur le front de l'ouest. L'attaque française de Verdun en août inflige une lourde défaite à la 5e Armée allemande, tout comme celle de la 4e Armée lors de la bataille de Messines en juin, mais le moral des troupes françaises est encore faible. Dans le rapport qu'il a adressé au Cabinet de guerre le 21 août et le 2 septembre, Sir Douglas Haig réitère son point de vue selon lequel la campagne britannique d'Ypres est nécessaire pour protéger les autres armées des Alliés, étant donné la lenteur de leur progression à cause du climat exceptionnellement pluvieux du mois d'août.

## Déroulement
La 19e division du 10e Corps couvre le flanc défensif sud contre les attaques des 9e et 207e divisions allemandes, sur un front de 1 500 mètres, du canal Ypres-Comines à Groenenburg Farm, sur le versant ouest de la vallée de Bassevillebeek. Les six bataillons d'attaque de la 58e brigade et la 57e brigade ainsi que leurs bataillons de soutien ont une approche assez difficile. La 58e brigade a dû traverser des obstacles dans les bois Opaque et ses environs, et à minuit, il commence à pleuvoir jusqu'à 5 heures du matin. À l'aube, une brume épaisse se forme et à 5 h 40, un premier affrontement commence. 